# 김재박
김재박(金在博, 1954년 5월 23일~)은 전 KBO 리그 MBC 청룡과 LG 트윈스의 유격수이자 전 현대 유니콘스와 LG 트윈스의 감독이자 현 연천 미라클 자문위원으로 활동 중이며 선수 시절에는 그라운드의 여우라고 불렸었다. 2010년 KBO의 경기 운영위원으로 선임되었다. 캥거루 번트 또는 개구리 번트를 한 선수로 잘 알려져 있다. 1979년 2월 10일 결혼한 부인 정복희 씨이며, 1남 2녀들 두고 있다.

## 선수 시절

### 고교, 대학 시절
초등학교 5학년 때인 1965년 야구를 처음 접하여 시작했다. 경운중학교를 졸업할 당시 경북고등학교를 중심으로 대구 지역의 고등학교들이 전성기를 누리던 시절이었다. 그러나 상대적으로 신체가 작았던 김재박은 경북고등학교 입학에 실패하자 서울에 있는 대광고등학교로 진학하여 서울에서 고등학교 생활을 하게 된다. 대광고등학교 시절에는 그리 주목받지 못하였으나 배성서 감독을 필두로 한 신생 팀 영남대학교에서 타격과 주루, 야구 센스, 및 수비력을 겸비한 주목받는 내야수로 자리잡았다.

### 아마추어 & 실업 야구 시절
1977년 실업 야구 타격 7관왕을 차지한 바 있으며, 1982년 세계야구선수권대회 우승 멤버이기도 하다. 1982년 세계야구선수권대회에서 우승을 놓고 벌어진 일본과의 마지막 경기에서 ‘캥거루 번트(또는 개구리 번트)’를 한 것으로 유명하다.
- 캥거루 번트 (개구리 번트)

1-2로 지고 있던 8회 말 1사 3루의 상황에서, 일본 팀의 니시무라 투수는 공을 밖으로 뺐는데, 김재박은 어우홍 감독의 사인을 스퀴즈 사인 인 줄 잘 못 알고 피치 아웃한 공에 번트를 가져다 댄다. 당시 3루 주자인 김정수는 미리 스타트를 하지 않았기 때문에 결과적으로는 safety squeeze 플레이가 됐다. 김재박이 이 공에 번트를 대기 위해 바깥쪽으로 뛰어오르는 바람에 훗날 이 번트는 캥거루 번트 또는 개구리 번트라 불리게 되었다. 번트 타구는 3루 쪽 내야 안타가 되었으며, 이 번트로 대한민국은 일본과 극적으로 2-2 동점을 만들었고, 이것을 시작으로 결국 한대화의 3점 홈런으로 게임을 역전승으로 이끈다.

### KBO 리그활동

#### MBC 청룡&LG 트윈스&태평양 돌핀스시절
1982년 세계야구선수권대회가 끝나자마자 프로 원년 시즌이 끝나 갈 무렵 MBC 청룡에 입단하여 1군 3경기에 출전했다. 김재박은 당시 야구 선수로서는 은퇴할 나이였던 30세 무렵이었음에도 불구하고 공격, 수비, 주루 플레이 양면에서 화려한 기록을 남겼다. 1985년 도루왕에 오르는 등 뛰어난 주루 능력을 지니고 있었으며, 특히 진루한 후 후속 안타가 나왔을 때 다른 선수들에 비해 한 루를 더 진루하는 능력이 돋보였다. 수비로서도 상대의 타구를 미리 파악하여 수비 위치를 달리하는 고급 플레이를 선보였던 유격수로도 유명하다. 현역 시절 유격수 부문 골든 글러브를 5회에 걸쳐 수상하였다.
1982년 말 MBC에 입단하여 1990년 MBC를 인수하여 창단한 LG를 거치면서 1990년 한국시리즈 첫 우승의 영광을 맛보았다. LG 트윈스에서 2년 동안 활약하고 난 뒤 LG 트윈스 구단에서 그에게 은퇴를 권유했으나 그는 현역으로 더 활동하겠다는 의사를 밝혀 1992년 태평양 돌핀스로 아무런 대가 없이 넘겨졌다. 태평양 돌핀스에서의 김재박은 노쇠화로 뚜렷한 활약을 보이지 못하였고, 주로 플레잉 코치로 활동했다. 1992년 시즌이 끝난 뒤 태평양에서 은퇴하고 코치 생활을 시작한다.

## 지도자 생활

### 태평양 돌핀스코치 생활
1992년 태평양 돌핀스에서 은퇴한 그는 태평양 돌핀스에서 수석코치 제의를 받아 수석 코치를 맡았고, 이를 거치면서 정동진 감독을 이어 1996년 현대의 창단 감독으로 부임한다.

### 현대 유니콘스시절
1996년 현대 유니콘스의 창단 감독으로 부임한 후, 창단 첫 해에 팀을 정규시즌 4위로 포스트 시즌에 진출시켰고 이후 한국시리즈에 올려 놓으며 저력을 보여 주었지만 해태 타이거즈에 패하면서 준우승에 만족해야만 했다. 이후 1998년, 2000년, 2003년, 2004년 모두 4차례나 정규 리그 및 한국시리즈 우승을 거머쥐었다. 현대 유니콘스 재임 기간(1996년~2006년) 동안 그는 1997년, 1999년, 2005년 단 3시즌만 포스트 시즌에 진출하지 못한 기록을 제외한 나머지는 매년 현대 유니콘스가 상위권 성적을 기록하는 저력을 이끌었던 명장이었다. 2004년 시즌 중 5월 초에는 감독으로서 통산 700승을 기록하기도 하였다.
다만, 1999년에는 중반 이후 포스트시즌 진출과 거리가 멀어지자 8월 28일 쌍방울전에서 선발승으로 19승을 거둔 에이스 정민태를 팀 사정상 구원으로도 출격시켰으며(4월 28일 한화전 세이브, 7월 12일 해태전 구원승, 9월 27일 두산전 세이브, 9월 29일 쌍방울전 세이브) 이 같은 코칭스태프의 마구잡이 기용 탓인지 정민태는 컨디션 조절에 실패한 데다 급기야 막판 3차례의 선발등판에서 3패만 기록했고 결국 10월 7일 쌍방울전에서 선발승으로 천신만고 끝에 20승을 기록할 수 있었으나(1구원승이 포함되어 있어서 선발 20승은 아님) 팀은 포스트시즌 진출과 거리가 멀었으며 정규시즌 MVP도 홈런,타점 2관왕인 삼성 이승엽에게 빼앗기는 수모를 당했다.
게다가, 2000년에는 정민태 김수경 임선동 이들 같은 소속 투수 3명을 공동 다승왕이 되도록 조정인지 조작인지 모를 행위까지 했다는 비난을 샀고 이 탓인지 정민태는 3년 연속 최다 선발승(98년 17, 99년 19, 2000년 18)을 기록하긴 했으나 모두 정규시즌 MVP와 거리가 멀었으며 2003년에는 다승-승률 2관왕에 올랐지만 방어율이 2점대 이상(3.31)이라 그 해 당시 아시아 최다홈런 신기록을 세운 홈런-타점 2관왕 이승엽한테 정규시즌 MVP를 빼앗겨야 했다.

### LG 트윈스시절
2006년 10월 20일 계약 기간 3년, 계약금 5억원 , 연봉 3억 5,000만 원 등 총액 15억 5천만원을 받고 그의 프로 첫 친정팀인 LG 트윈스의 제 7대 감독으로 부임했다. 이 계약 액수는 KBO 리그 감독으로는 사상 최대 규모였다. 처음 감독으로 부임했을 당시 구단으로부터 커다란 기대와 주목을 받았었다. 2007년 정규 시즌 5위를 기록하여 가능성을 보였으나, 이듬해 2008년에 최하위로 떨어졌고 2009년 7위를 기록하여 기대와 달리 자신의 친정 팀에서 감독 재임 기간 동안 한 번도 포스트 시즌에 진출하지 못하는 등 성적 부진에 시달려야 했다. 결국 2009년 정규 시즌 후 계약이 만료되어 한때 현대 유니콘스에서 코치로 함께하였고 당시 두산 베어스 2군 감독이던 박종훈에게 감독 자리를 넘기고 물러났다. 그의 재임 마지막 해에는 뼈아팠던 김상현의 트레이드와 더불어 선수단 내에서 심수창, 서승화 등의 사건이 터져 선수단 분위기도 어수선했다.
2009년 5월 9일, 삼성 라이온즈와의 경기에 승리하여 감독 최연소 통산 900승을 달성하였다.

## 대한민국 야구 국가대표팀감독
그는 국가대표팀 감독으로 2차례 선임되었으나, 2차례 모두 실패하여 불명예만 남긴 채 퇴진하였다. 2004년 아테네 올림픽 예선에서 대한민국 야구 국가대표팀의 감독을 맡았으나 일본 삿포로에서 열린 아시아 지역 예선에서 대만과 일본에 패해 올림픽 본선 진출에 실패했으며, 2006년 아시안 게임에서 다시 대표팀 지휘봉을 잡아 아테네 올림픽 예선 탈락의 설욕을 다짐했으나, 대만과 사회인 야구 선수로 이루어진 일본에게 패하는 부진 끝에 동메달에 그쳤다.

## 에피소드

### 내려갈 팀은 내려간다
2005년 시즌 초반, 지난 시즌 최하위였던 롯데 자이언츠는 기세를 올리며 상위권에 랭크되고 있었고 지난 시즌 우승 팀이었던 현대 유니콘스는 뜻밖의 부진으로 하위권에 처져 있었다. 그 시절 그는 한 스포츠신문과의 인터뷰에서 "5월이 되면 내려가는 팀이 나온다."라고 말했다. 그의 발언대로 롯데 자이언츠는 여름 이후부터 순위가 하락하여 포스트시즌 진출에 실패하였다.
그런데 그가 LG 트윈스의 감독으로 부임한 이후, LG의 성적 추이는 시즌 상반기에는 상위권에 랭크되었다가 날씨가 더워지면서 부상자와 부진선수가 속출하며, 차츰 힘에 부쳐 하위권으로 시즌을 마무리하는 양상이 반복되었다. 그러자 그의 예전 발언은 부메랑이 되어 그가 감독한 LG 트윈스에 그대로 되돌아왔고, "내려갈 팀은 내려간다."는 형태로 변형되어 유명세를 타게 되었다.

## 출신학교
- 대구초등학교
- 경운중학교
- 대광고등학교
- 영남대학교 체육학과 (73학번)

## 등번호
- 7 - MBC 청룡 LG트윈스 태평양 돌핀스
- 70 - 현대 유니콘스 LG트윈스

## 통산 기록

### 타격 성적
| 연도      | 소속      | 경기 | 타수 | 득점 | 안타 | 홈런 | 타점 | 도루 | 볼넷 | 삼진 | 타율 | 장타율 |
| --------- | --------- | ---- | ---- | ---- | ---- | ---- | ---- | ---- | ---- | ---- | ---- | ------ |
| 1982      | MBC       | 3    | 13   | 0    | 0    | 0    | 0    | 0    | 0    | 3    | .000 | .000   |
| 1983      | MBC       | 97   | 373  | 53   | 108  | 5    | 46   | 34   | 52   | 23   | .290 | .399   |
| 1984      | MBC       | 91   | 343  | 53   | 103  | 7    | 37   | 26   | 41   | 33   | .300 | .423   |
| 1985      | MBC       | 100  | 377  | 54   | 118  | 3    | 36   | 50   | 44   | 29   | .313 | .393   |
| 1986      | MBC       | 102  | 386  | 67   | 102  | 4    | 43   | 38   | 43   | 36   | .264 | .363   |
| 1987      | MBC       | 100  | 399  | 53   | 113  | 1    | 24   | 33   | 44   | 26   | .283 | .373   |
| 1988      | MBC       | 99   | 409  | 49   | 109  | 2    | 26   | 25   | 29   | 23   | .267 | .330   |
| 1989      | MBC       | 101  | 357  | 64   | 102  | 3    | 27   | 39   | 57   | 33   | .286 | .345   |
| 1990      | LG        | 109  | 381  | 49   | 91   | 2    | 45   | 14   | 38   | 24   | .239 | .289   |
| 1991      | LG        | 82   | 247  | 34   | 65   | 0    | 18   | 15   | 30   | 23   | .263 | .332   |
| 1992      | 태평양    | 82   | 276  | 36   | 61   | 1    | 19   | 10   | 31   | 26   | .221 | .272   |
| 통산 성적 | 통산 성적 | 966  | 3561 | 512  | 972  | 28   | 321  | 284  | 409  | 279  | .273 | .353   |

### 투수 성적
| 연도      | 소속 | 승리 | 패전 | 평균자책점 | 경기 | 세이브 | 이닝  | 피안타 | 실점 | 자책점 | 피홈런 | 사사구 | 탈삼진 |
| 1985년    | MBC  | 1    | 0    | 0.00       | 1    | 0      | 0 2/3 | 0      | 0    | 0      | 0      | 0      | 0      |
| 통산 성적 |      | 1    | 0    | 0.00       | 1    | 0      | 0 2/3 | 0      | 0    | 0      | 0      | 0      | 0      |

## 같이 보기
- KBO 리그 도루 관련 기록 - 개인